# أوليكساندر بافلوفيتش ياكوفينكو
أوليكساندر بافلوفيتش ياكوفينكو (بالأوكرانية: Яковенко Олександр Павлович)‏ وهو لاعب كُرة قدم أوكراني في مركز الجناح الأيسر ولد في يوم 23 يونيو 1987 في مدينة كييف عاصمة جمهورية أوكرانيا السوفيتية الاشتراكية في الإتحاد السوفييتي يلعب حالياً مع نادي فيورينتينا في الدوري الإيطالي الممتاز، سبق له اللعب مع نادي ملقا في إسبانيا ولعب في بلجيكا أيضاً مع نادي هيفرلي ونادي ويسترلو ونادي أندرلخت ونادي جينك وليرس ونادي ميتاليست خاركيف كما لعب مع منتخب أوكرانيا لكرة القدم، ويبلغ طوله 182 سم.

## روابط خارجية
- أوليكساندر بافلوفيتش ياكوفينكو على موقع اتحاد أوكرانيا (الإنجليزية)
- أوليكساندر بافلوفيتش ياكوفينكو على موقع قاعدة بيانات كرة القدم.إي يو (الإنجليزية)
- أوليكساندر بافلوفيتش ياكوفينكو على موقع ناشيونال فوتبول تيمز (الإنجليزية)
- أوليكساندر بافلوفيتش ياكوفينكو على موقع Soccerway.com (الإنجليزية)
- أوليكساندر بافلوفيتش ياكوفينكو على موقع عالم كرة القدم.نت (الإنجليزية)
- أوليكساندر بافلوفيتش ياكوفينكو على موقع AS.com (الإسبانية)